# Кобленц (лунный кратер)
Кратер Кобленц (лат. Coblentz), не путать с кратером Кобленц на Марсе, — крупный древний ударный кратер в южном полушарии обратной стороны Луны. Название присвоено в честь американского физика и астрофизика Уильяма Вебера Кобленца (1873—1962); утверждено Международным астрономическим союзом в 1970 г. Образование кратера относится к нектарскому периоду.

## Описание кратера
Ближайшими соседями кратера Кобленц являются кратер Кларк на западе; кратер Пиццетти на северо-западе; кратер Больяй на севере; кратер Лампланд на северо-востоке; кратер Этвёш на востоке-северо-востоке; кратер Росселанд на юго-востоке; кратер Карвер на юге и кратер Ван дер Ваальс на юго-западе. Селенографические координаты центра кратера 38°05′ ю. ш. 126°39′ в. д. / 38,09° ю. ш. 126,65° в. д., диаметр 32,7 км, глубина 2,1 км.
Кратер Кобленц имеет полигональную форму и значительно разрушен за длительное время своего существования. Вал сглажен и перекрыт множеством мелких кратеров, в южной части вала имеется разрыв. От северо-западной части вала к кратеру Больяй тянется цепочка холмов. Высота вала над окружающей местностью достигает 950 м, объем кратера составляет приблизительно 800 км3. Дно чаши относительно ровное, без приметных структур. На юге и юго-западе от кратера Кобленц находятся несколько участков местности с низким альбедо.

## Сателлитные кратеры
Отсутствуют.

## См.также
- Список кратеров на Луне
- Лунный кратер
- Морфологический каталог кратеров Луны
- Планетная номенклатура
- Селенография
- Минералогия Луны
- Геология Луны
- Поздняя тяжёлая бомбардировка